# Paradaemonia ruschiii
Paradaemonia ruschiii är en fjärilsart som beskrevs av José Oiticica 1943. Paradaemonia ruschiii ingår i släktet Paradaemonia och familjen påfågelsspinnare. Inga underarter finns listade i Catalogue of Life.